# 比拉尼
51°1′19″N 34°22′42″E / 51.02194°N 34.37833°E
比拉尼（烏克蘭語：Білани）是位於烏克蘭東北部的村莊，由蘇梅州蘇梅區的里奇基市鎮負責管轄。該村處於維爾河畔，分別距離科堅基和舍夫琴基夫卡2公里、薩馬拉和斯特里利采韋3公里，海拔高度139米，2001年人口864。